# Acrylate

L'ion acrylate (CH2=CHCOO−) est la base conjuguée de l'acide acrylique.
Les monomères acrylates sont un groupe d'esters faisant partie des vinyles, car renfermant une double liaison carbone-carbone et sont utilisés pour former des polyacryliques qui ont de multiples usages.

## Familles chimiques
- Les méthacrylates ont un groupe méthyle à la place de l'hydrogène situé près du groupe COO.
- Les acryliques sont une famille de thermoplastiques dont les membres sont issus de monomères tels le méthacrylate de méthyle (cas du PMMA), l'acide acrylique ou le chlorure d'acryloyle.
- L'acrylamide est un acrylate avec un groupe amide.

## Écotoxicologie
Elle est encore mal appréciée, mais on sait que
- l'un des moteurs de l'écotoxicité des acrylates est leur toxicité pour les bactéries[1]
- Les acrylates sont toxiques pour les poissons ; des études ont porté sur leurs modes d'action toxicologique chez les poissons (ainsi que pour les méthacrylates) afin de comprendre la cause principale de la toxicité aiguë de ces molécules chez les poissons[2]. 
Ces composés acryliques sont connus pour être des accepteurs chimiques impliqués dans la « réaction de Michael » (réaction de création de liaisons carbone-carbone, voire de liaisons carbone-soufre)[3],[2] ; ils peuvent donc réagir avec le glutathion (GSH) et perturber le métabolisme en provoquant (in vivo) un épuisement du glutathion[2] qui est un antioxydant vital. 
D'autre part, les acrylates peuvent aussi, par un mécanisme non spécifique, induire une narcose[2], ce mécanisme pouvant additionner ses effets au précédent et contribuer à une toxicité globale aiguë de cette molécule. Un modèle de toxicité a été produit, et testé et validé avec quatre composés modèles et une étude in vivo[2].

## Production d'acrylate dans la nature
Des taux élevées d'acrylate (542 à 683 pmol/grammes en poids secs de masse vivante (non-squelettique) ont été mesurés dans les coraux Acropora millepora de la grande barrière de corail. L'acrylate représentait dans ce cas 13 à 15 % du carbone total des extraits organiques totaux (TOE, pour total organic extracts). Ce composé carboné semble être une source de carbone substantielle pour l'holobionte corallien (holobionte : colonie animale + algues symbiotes + bactéries résidentes et virus associés). L'acrylate est supposé, dans ces circonstances être un dérivée de diméthylsulfoniopropionate (DMSP), déjà trouvé dans les coraux et d'autres organismes qui hébergent des Symbiodinium spp.

Les biologistes marins ne disposent pas encore d'explication à ces taux très élevés d'acrylate dans les coraux. Parmi leurs fonctions possibles un rôle antimicrobien et / ou antioxydant n'est pas exclu ; ce taux élevé pouvant alors être signe d'un état de stress.

Les acrylates pourraient jouer un rôle dans la structuration des communautés de bactéries résidentes des récifs de coraux sains.